# Einar Örn Benediktsson

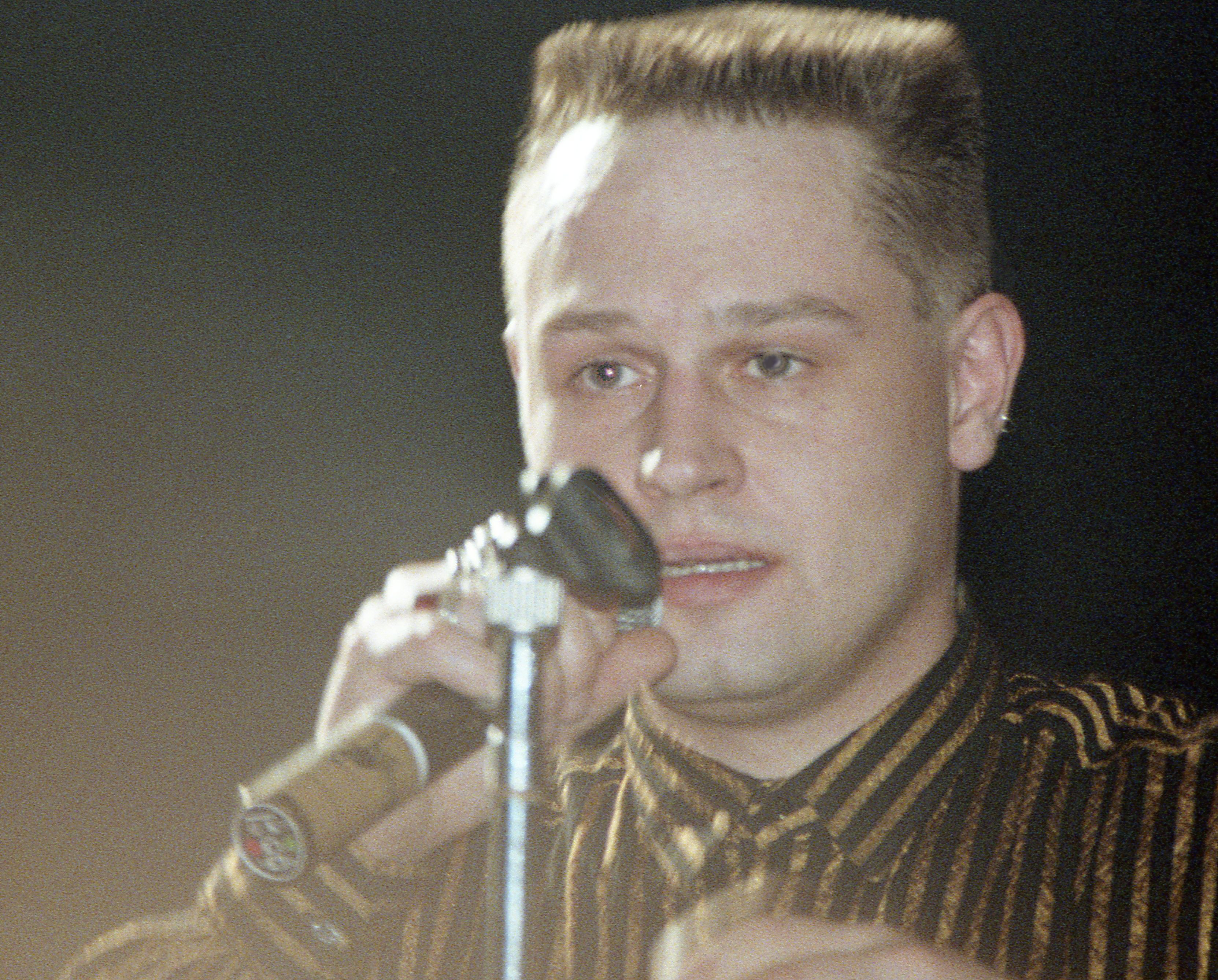
Einar Örn Benediktsson

Einar Örn Benediktsson (Kopenhagen, 29 oktober 1962), zich vaak noemende Einar Örn, is een IJslandse zanger en trompettist.
Hij begon in de groep Purrkur Pillnikk en was vanaf 1983 lid van de gothic rockband KUKL, waarin hij samenwerkte met Björk. Met haar en anderen vormde hij in 1986 de succesvolle band The Sugarcubes. Nadat deze band werd opgeheven speelde Einar in verschillende andere groepen. In december 2003 kwam zijn eerste soloalbum uit. Hij maakt als rapper en zanger, samen met Curver, muziek onder de naam Ghostigital. In deze band speelt ook zijn zoon Kaktus.
Einar is ook politiek actief: van 2010 tot 2014 was hij gemeenteraadslid in Reykjavik.
- Bibliothèque nationale de France: cb14051775t (data)
- Gemeinsame Normdatei: 135281059
- International Standard Name Identifier: 0000 0000 7841 2567
- MusicBrainz: 4c99c75d-e9a0-46c7-bb1f-7a9f65417914
- Nationale Bibliotheek van Tsjechië: xx0061438
- Virtual International Authority File: 85697202